# Carabodes venezolanus
Carabodes venezolanus är en kvalsterart som beskrevs av Subías och Antonio Arillo 2004. Carabodes venezolanus ingår i släktet Carabodes och familjen Carabodidae. Inga underarter finns listade.